# Pyramimonas octopus
Pyramimonas octopus — вид одноклітинних зелених водоростей родини Pyramimonadaceae.

## Поширення
Морський вид. Виявлений у 1987 році у солонуватих водах данського острова Сальтгольм в протоці Ересунн.

## Опис
Має вісім джгутиків, за допомогою яких пересувається у товщі води.